# Couveuse
Pour les articles homonymes, voir incubateur et couveuse (homonymie).

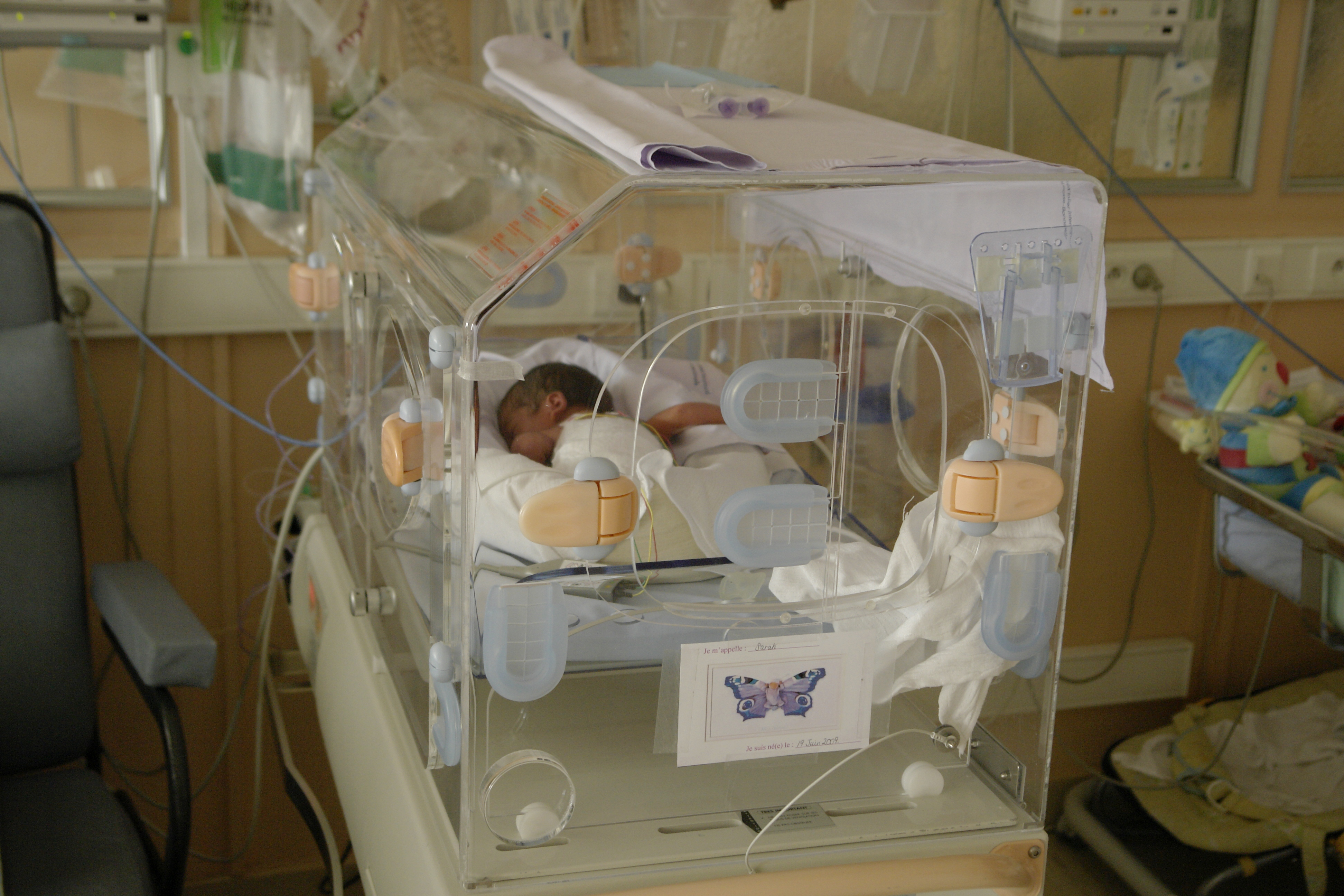
Couveuse pour prématuré

Une couveuse (ou incubateur) est une machine reproduisant les conditions de développement fœtal. 
C'est le chirurgien-accoucheur Stéphane Tarnier (1828-1897), Président de l'Académie de Médecine, professeur de clinique obstétricale, qui le premier a mis au point une véritable couveuse pour les prématurés. Cette idée est appliquée à partir de 1880 à la clinique qui portera son nom à Paris. Il est imité par les médecins de province qui font réaliser des couveuses artisanales encore très rudimentaires, tel le docteur Léon Dufour (1856-1928) de Fécamp, fondateur de l’Œuvre de la Goutte de lait. La couveuse est perfectionnée en 1890 par le docteur Alexandre Lion à Marseille, qui fonde plusieurs établissements de l'Œuvre Maternelle des Couveuses d'Enfants en 1891 à Nice et en janvier 1896 à Paris,,.
Les couveuses modernes ont été créées dans les années 1950 par les pédiatres pour permettre de contrôler la température, prévenir les risques d'infection et permettre l'accès aux ressources et équipements spécialisés.
Elles sont soit adaptées aux bébés prématurés en maternité, soit à l'incubation des œufs en élevage.